# بيير لويجي نيرفي
بيير لويجي نيرفي (بالإيطالية: Pier Luigi Nervi)‏ (سوندريو، 21 يونيو 1891 - روما، 9 يناير 1979) مهندس إيطالي، وأحد أهم معماريين القرن العشرين.
في سنة 1923 عمل كمهندس بعد تدربه في جامعه بولوكانا
في سنة 1940 طور فكرته حول الكونكريت المسلح reinforced وذلك سمح له باكساب الهيكل الإنشائي القوه والمتانة والخفة والبساطة
عمل كمستشار هندسي وذلك اكسبه خبره واسعه
أمن نرفي ان العمارة والهندسة جزءين مرتبطين بالكل
اعتقد نيرفي انه لتقديم بنايه جيده يجب معرفه المواد ومعرفه طبيعه الإنشاء لفهم العمارة
عمله ك منظر جذب الكثير من التابعين والمؤيدين لنظريته
في سنة 1946 عمل ك بروفيسور في جامعة روما
حصل على الميدالية الذهبيه من RIBA
من بين أهم أعماله قصر الرياضة palazzo dello Sport بروما في عام 1957 الذي يتسع لـ 16 ألف متفرج، ووصل قطر القبة فيه إلى مسافة 60 متراً، وبلغ سمك سقف العناصر المطوية المجمّعة في هذا المبنى مقداراً ضئيلاً لم يتجاوز 2.5 ملم، وحمّلت هذه الأسقف على أعمدة ذات شكل حرف y، وأظهر مهارة في تصميم المنشآت الخرسانية المسلحة فيه، فصار هذا الإنجاز مرجعاً في فن العمارة الرياضية في القرن العشرين.

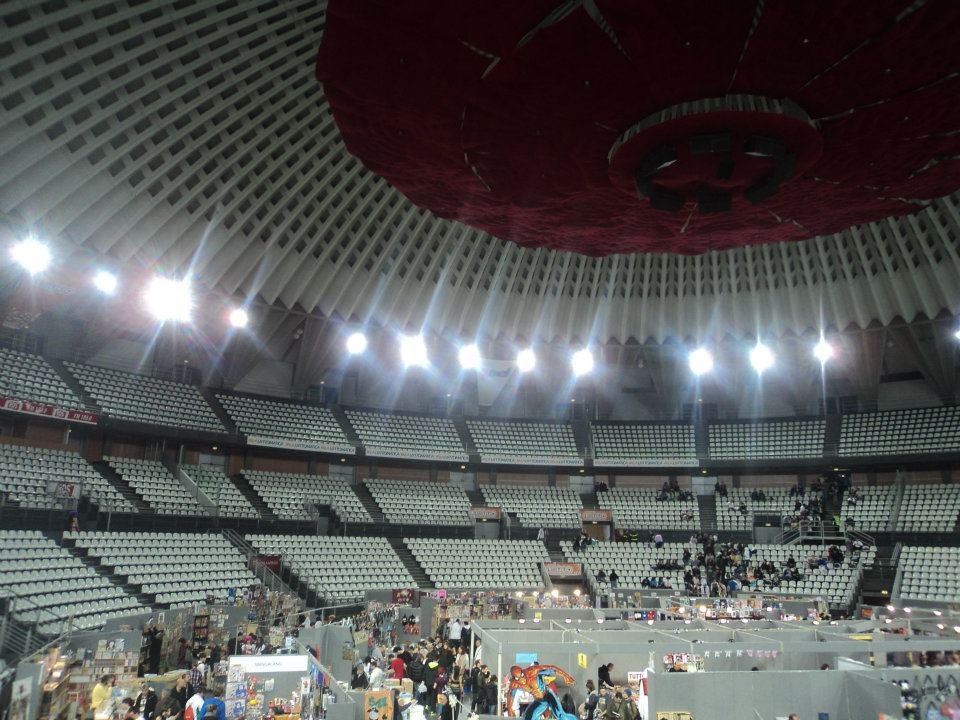
قصر الرياضة Palazzetto dello Sport- روما 1957

## معرض صور

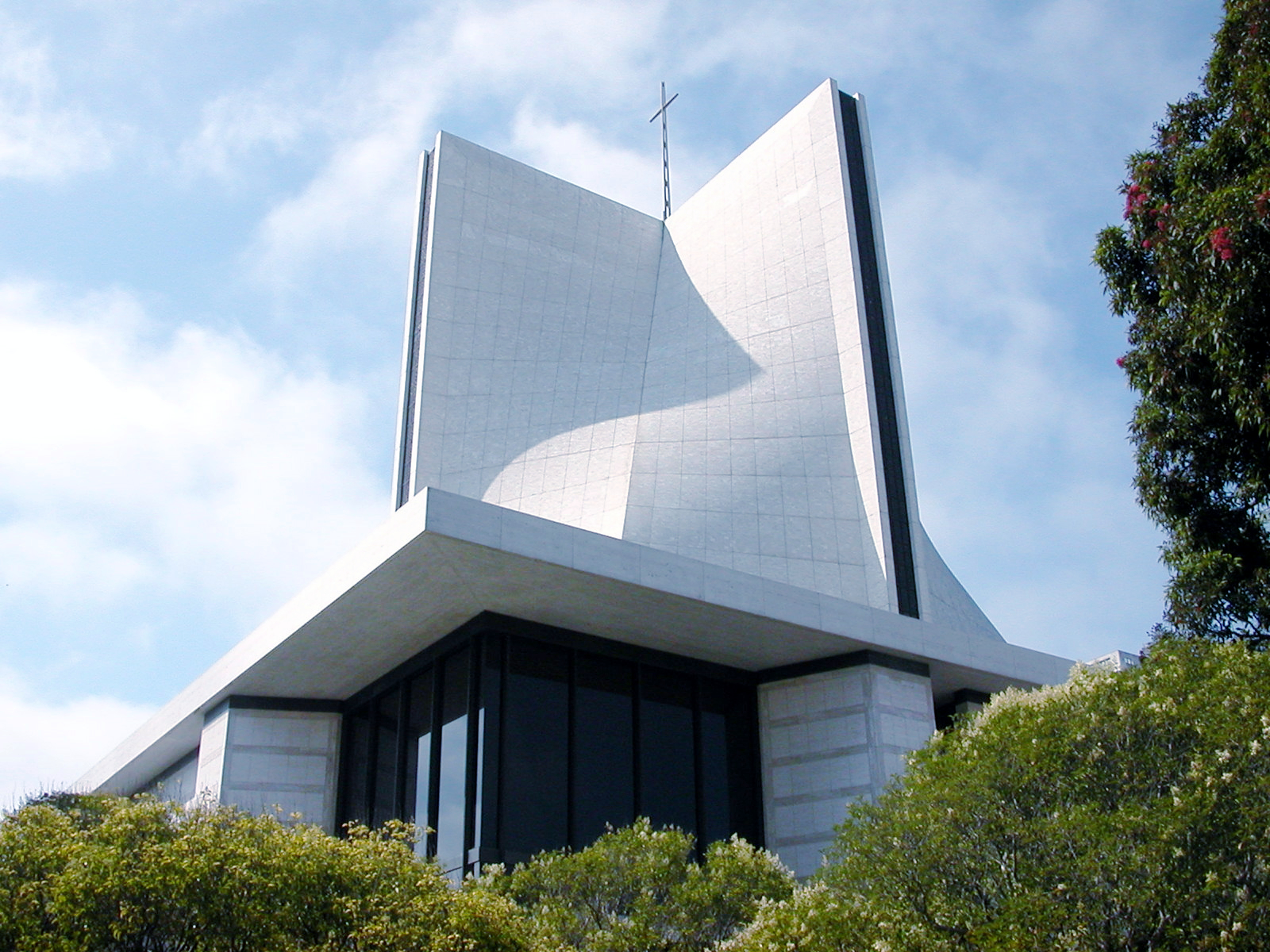
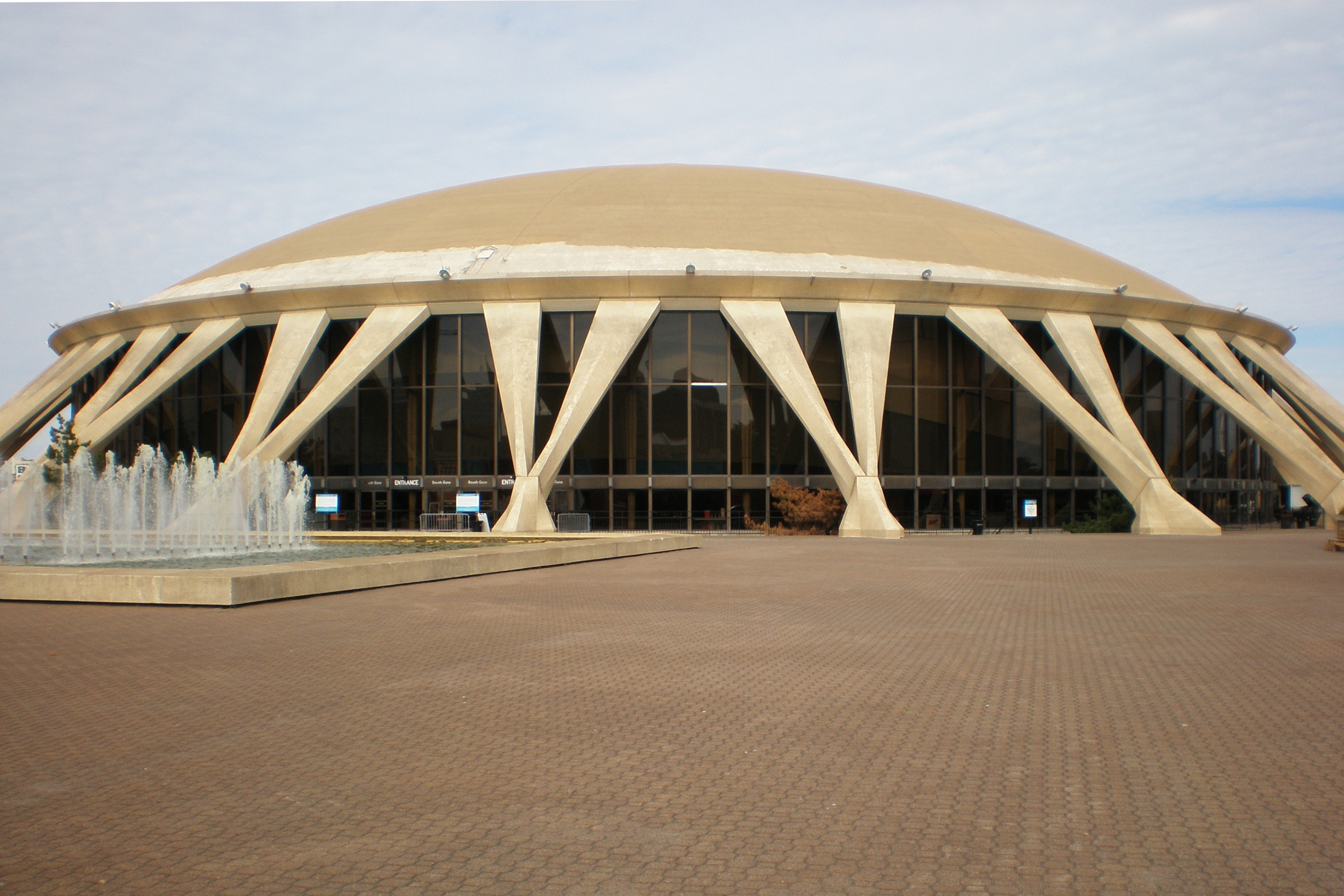
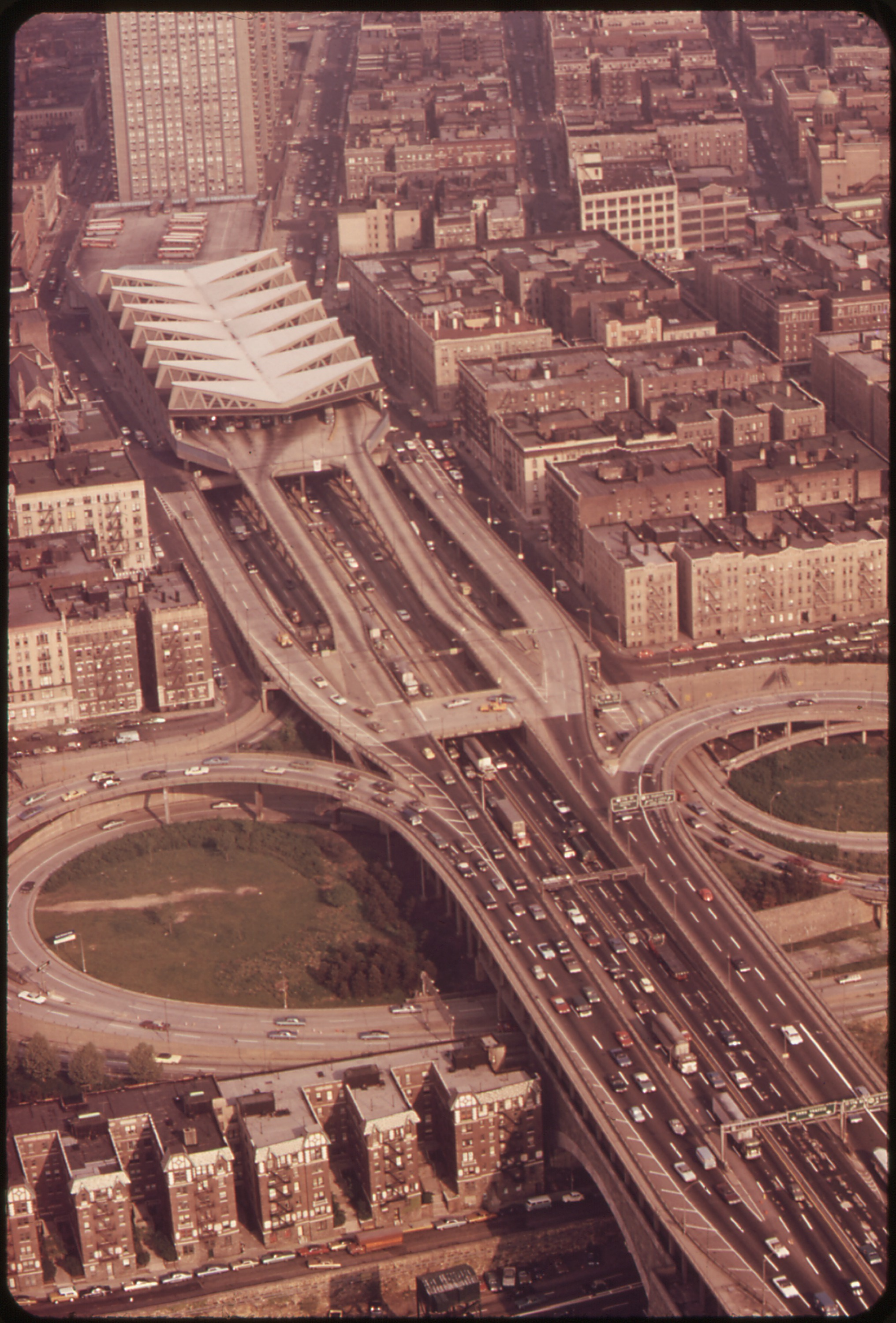

## روابط خارجية
- بيير لويجي نيرفي على موقع الموسوعة البريطانية (الإنجليزية)
- بيير لويجي نيرفي على موقع مونزينجر (الألمانية)
- بيير لويجي نيرفي على موقع إن إن دي بي (الإنجليزية)
- بيير لويجي نيرفي على موقع ديسكوغز (الإنجليزية)
- بيير لويجي نيرفي على موقع أوليمبيديا (الإنجليزية)